# ملوك الهوساوي
ملوك أسامة أبوبكر الهوساوي (من مواليد 10 يناير 2005) هي لاعبة كرة قدم سعودية مُحترفة تلعب كمهاجمة للنادي الأهلي في الدوري السعودي الممتاز والمنتخب السعودي للسيدات.

## مسيرتها الكروية

### الأهلي
كانت ملوك في البداية تلعب مع نادي مِراس جدة. عندما استحوذ النادي الأهلي على نادي مِراس، استمرّت مع النادي ونجحت في الحصول على مكان في تشكيلة الأهلي لجميع المباريات خلال موسم 2022–23، حيث سجلت هدفين في ذلك الموسم. سجلت هدفها الأول في 21 أكتوبر 2022 ضد نادي سما. وفي الجولة الرابعة من موسم 2023–24، تألقت مع الأهلي. سجلت هدفها الأول هذا الموسم في الفوز 4-0 على شعلة الشرقية. تعدد المراكز التي تلعب فيها ملوك في اللعب على الأجنحة أضاف خيارات هجومية متنوعة إلى خطط الأهلي. تحت تدريب منار فريج، تواصل نجاحها كلاعبة أساسية هذا الموسم تطورها منذ موسم 2022–23.

## مسيرتها الدولية
في ديسمبر 2023، استدعت المدربة الاسكتلندية بولين هاميل ملوك لأول منتخب سعودي لكرة القدم للسيدات تحت 20 سنة.
في نفس الشهر، أدى تألقها مع الأهلي في مسابقتي الدوري والكأس إلى استدعائها للمنتخب السعودي الأول، من قبل المدرب الإسباني لويس كورتيس.
في 8 يناير 2024، ظهرت لأول مرة مع المنتخب الأول في الفوز 2–0 على سوريا، عندما دخلت كبديلة محلّ سارة الحمد في الدقيقة 65.

## الإحصائيات

### النادي
اعتبارا من 30 ديسمبر 2023
| النادي          | الموسم          | الدوري                         | الدوري    | الدوري  | الكأس     | الكأس   | قاريا     | قاريا   | أخرى      | أخرى    | المجموع   | المجموع |
| النادي          | الموسم          | الدرجة                         | المشاركات | الأهداف | المشاركات | الأهداف | المشاركات | الأهداف | المشاركات | الأهداف | المشاركات | الأهداف |
| --------------- | --------------- | ------------------------------ | --------- | ------- | --------- | ------- | --------- | ------- | --------- | ------- | --------- | ------- |
| الاهلي          | 2022–23         | الدوري السعودي الممتاز للسيدات | 14        | 2       | -         | -       | —         | —       | —         | —       | 14        | 0       |
| الاهلي          | 2023–24         | الدوري السعودي الممتاز للسيدات | 7         | 2       | 2         | 2       | —         | —       | —         | —       | 9         | 4       |
| الاهلي          | المجموع         | المجموع                        | 21        | 4       | 2         | 2       | —         | —       | —         | —       | 23        | 6       |
| المجموع الوظيفي | المجموع الوظيفي | المجموع الوظيفي                | 21        | 4       | 2         | 2       | —         | —       | —         | —       | 23        | 6       |

### دوليا
اعتبارا من 8 يناير 2024
| السنة   | السعودية  | السعودية |
| السنة   | المشاركات | الأهداف  |
| ------- | --------- | -------- |
| 2024    | 1         | 0        |
| المجموع | 1         | 0        |